# United States Penitentiary Atlanta

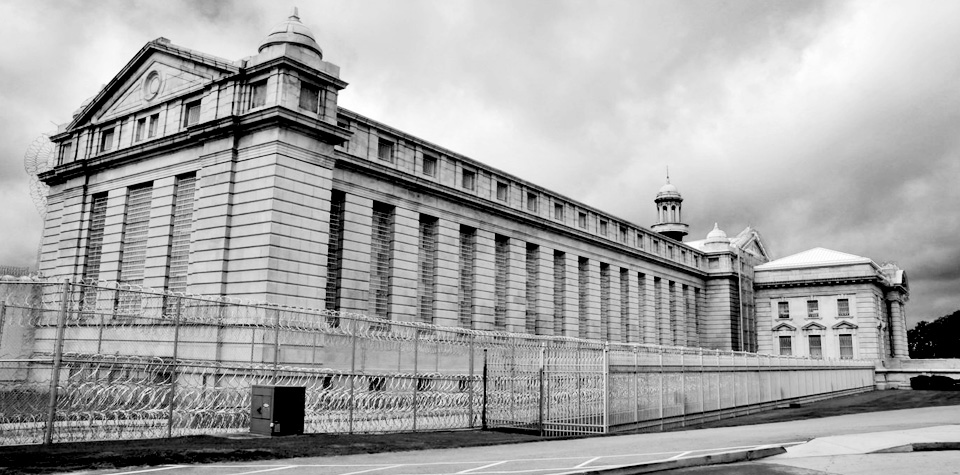
United States Penitentiary, Atlanta

Das United States Penitentiary, Atlanta ist ein US-amerikanisches Bundesgefängnis in Atlanta, der Hauptstadt des Bundesstaates Georgia. Es hat die mittlere Sicherheitsstufe.

## Geschichte
Im Jahre 1899 wurde der Bau beschlossen und im Januar 1902 fertiggestellt. Es beherbergt im Schnitt 1200 Häftlinge. In den 1980er Jahren wurden dort kubanische Flüchtlinge interniert. Diese rebellierten im November 1987 elf Tage lang, nachdem sie über ihr Schicksal im Ungewissen gelassen worden waren.
Das Hauptgebäude wurde vom Architekturbüro Eames and Young aus St. Louis, Missouri entworfen.

## Bekannte Insassen

### Bis 1950
| Name                            | Details |
| ------------------------------- | --- |
| Ignazio Lupo (1877–1947)        | Mobster, Teil der Morello-Familie und Begründer der Black Hand Gang. Wegen mehrere Morde ab 1910 zu 30 Jahren verurteilt. Entlassung (durch Parole): 1920. Erneute Verhaftung: 1934. |
| Al Capone (1899–1947)           | Legendärer Anführer des Chicago Outfit, der amerikanischen Cosa Nostra Verbrecherkönig, der unter anderem den Alkoholschmuggel während der Prohibition in Chicago organisierte. Verurteilung 1931, Verlegung nach Alcatraz 1934. |
| Pedro Albizu Campos (1891–1965) | Politischer Aktivist und Anwalt aus Puerto Rico, Präsident der Puerto Rican Nationalist Party und wichtiger Vertreter der Unabhängigkeitsbewegung. 1936 wegen Volksverhetzung verurteilt. 1947 nach zehn Jahren in Haft entlassen. Später folgten weitere Verurteilungen. Campos starb nach einem Schlaganfall in Folge von Humanexperimenten zur Wirkungsweise radioaktiver Strahlung, die damals im Gefängnis durchgeführt wurden. |
| Eugene V. Debs (1855–1926)      | Ehemaliger Präsidentschaftskandidat der USA. Verurteilung unter dem Espionage Act, wegen der Verweigerung des Kriegsdienstes (im Ersten Weltkrieg). Kandidierte im Jahr 1920, als er bereits inhaftiert war für die Sozialistischen Partei Amerikas. |
| Roy Gardner (1884–1940)         | Eisenbahn- und Juwelenräuber, der auch mehrere Banken ausraubte. Gardner wurde zu insgesamt 75 Jahren Haft verurteilt. Nach einem Fluchtversuch wurde der, als Ausbruchskünstler berüchtigte, Gefangene 1934 auf die Gefängnisinsel Alcatraz verlegt. |
| Marcus Garvey (1887–1940)       | Gründer und erster Präsident der Universal Negro Improvement Association und wichtige Persönlichkeit des Panafrikanismus und des Schwarzen Nationalismus. 1923 Verurteilung wegen Betrugs. Entlassung: 1927. |
| Charles Ponzi (1882–1949)       | Einer der größten Betrüger der US-Geschichte und Namensgeber des Ponzi-Schemas, vergleichbar mit einem Schneeballsystem. Ponzi verbüßte diverse Haftstrafen und war, zwischen 1920 und 1924, für drei Jahre in Atlanta inhaftiert. |
| Franz von Rintelen (1878–1949)  | Deutscher Spion im 1. Weltkrieg, ab 1915 von den Engländern auf Donington Hall (Grafschaft Leicestershire) inhaftiert. Auslieferung in die USA 1917. Freilassung nach vierjähriger Haftstrafe. |

### Ab 1950
| Name                                        | Details |
| ------------------------------------------- | --- |
| Willie Aikens (* 1954)                      | Spielte früher in der Major League Baseball. 1994 Verurteilung zu 20 Jahren für Kokainhandel. Vorzeitige Entlassung: 2008. Ab 2011 Minor-League-Baseball-Coach bei seinem ehemaligen Verein Kansas City Royals. |
| James J. Bulger (1929–2018)                 | „Whitey“ Bulger führte die Bostoner Winter Hill Gang an. Von 1956 bis zu seinem Transfer nach Alcatraz (1959) in Atlanta. Von 1965 bis 2013 in Freiheit, danach Verurteilung für 19-fachen Mord, Erpressung, Drogenhandel, kriminelle Verschwörung und Geldwäsche. Verbrachte seine letzten Jahre in der United States Penitentiary, Hazelton.                                                                                              |
| Jimmy Burke (1931–1996)                     | New Yorker Mobster der Lucchese-Familie, wurde 1978 für die Planung des Lufthansa-Raubs verantwortlich gemacht. Weitere Haftanstalten: United States Penitentiary, Lewisburg und Wende Correctional Facility Vorbild für die Rolle des Jimmy Conway, gespielt von Robert De Niro in Goodfellas (1990). |
| John Gotti (1940–2002)                      | New Yorker Boss der Gambino-Familie, der zunächst als Pentito ins Zeugenschutzprogramm aufgenommen wurde, um einer Verhaftung zu entgehen. 1992 zu lebenslänglicher Haft verurteilt, die er überwiegend in dem United States Penitentiary Marion, sowie dem Bundesgefängnis ADX Florence verbrachte. |
| Kent Hovind (* 1953)                        | Christlicher Fundamentalist und Steuerhinterzieher. Diverse Verurteilungen ab 2007, wobei er die Haft überwiegend in der Federal Correctional Institution, Berlin. Entlassung: 2015. Erneute Verurteilung wegen Betrugs, 2015 und häuslicher Gewalt, 2021. |
| Vincent Papa (1917–1977)                    | Organisierte mit der French Connection den Drogenhandel der Lucchese-Familie, wobei zwischen 1969 und 1972 auch Heroin aus der New Yorker Asservatenkammer genutzt wurde. Zwei Jahre nach seiner Inhaftierung, 1975, wurde er im Gefängnis von Atlanta von einem Mithäftling erstochen. |
| Bernard Madoff (1938–2021)                  | Für Finanzbetrug wurde der Ponzi-Schema-Betrüger im Jahr 2009 zu insgesamt 150 Jahren Haft verurteilt, nachdem seine Anleger Verluste von etwa 7.3 Milliarden Dollar erlitten hatten. Weitere Haftanstalten:Federal Correctional Complex, Butner 2020 wurde sein krankheitsbedingter Antrag auf Parole abgelehnt. 2021 starb Madoff im Haftkrankenhaus von Butner, North Carolina an einem Nierenleiden.                                    |
| Nicodemo Scarfo (1929–2017)                 | Mafioso, galt in den 1980er Jahren als Oberhaupt der Philadelphia Crime Family, 1988 für 10 Morde, 5 versuchte Morde, Erpressung, illegales Glücksspiel und Drogenhandel zu lebenslanger Haft verurteilt. In Atlanta trat er seine Haft an, wurde aber später in den Federal Correctional Complex, Butner verlegt, wo er 2017 eines natürlichen Todes starb.                                                                                |
| Larry Lawton (* 1961)                       | Mafioso aus der Gambino-Familie. Als einer der notorischsten Juwelenräuber in den 80er- und 90er-Jahren wurde er 1996 verurteilt und verbrachte die ersten drei Jahre in Atlanta. Weitere Haftanstalten: Federal Correctional Institution, Coleman und Federal Correctional Institution, Jesup. Entlassung 2008. Nach seiner Entlassung gründete Lawton eine Stiftung die gefährdeten Jugendlichen dabei hilft nicht straffällig zu werden. |
| Christopher Noel Dorsey alias B.G. (* 1980) | Der Rapper B. G. (Baby Gangster) wurde 2012 für illegalen Waffenbesitz und Zeugenmanipulation zu 14 Jahren Haft verurteilt. Die Verherrlichung von Gewaltverbrechen in seiner Musik trug angeblich zu der Höhe des Strafmaßes bei. (Gefangenennummer: 32607-509) |

In Steven Spielbergs Film Catch Me If You Can wird Frank Abagnale zu 12 Jahren in Atlanta verurteilt.
Tatsächlich war er jedoch in der Great Meadow Correctional Facility im Bundesstaat New York.